# Кайтагцы
Кайта́гцы, или хайда́кцы (самоназвание — хайдакьан, хайдакьанти) — этническая группа даргинцев, иногда рассматриваются как отдельный народ. Численность свыше 25 тыс. чел. (2010, оценка).
Живут в основном на территории Кайтагского района, часть — на равнине и в городах (Махачкала, Дербент, Избербаш и др.). В 1944 году часть кайтагцев была переселена в Чечню, откуда позднее переселилась на север Дагестана.
Говорят на кайтагском языке даргинской ветви нахско-дагестанской семьи, распространён также даргинский и русский. Верующие — мусульмане-сунниты.

## Этноним
У соседних народов известны под названиями:
- хайдакълар — у кумыков,
- хайдакьланти — у табасаран,
- жьюгьяр, къайтагъар — у лезгин.

Название государственного образования Кайтаг — Хайдак и и народа хайдаки (кайтаги, кайтагцы) народная этимология связывает с местным языком. По предположениям историков Б. Г. Алиева и М.-С. К. Умаханова, название Хайдак выводится из сочетания слов «гъай» и «дакьа», что переводится на русский как «гнать скот», «погонять скот». Согласно легенде, кайтагцы воровали скот у соседних сёл, те в свою очередь их так прозвали, откуда название разошлось.
Версия Семёна Михайловича Броневского о происхождении названия: «Кайдаки получивший название свое от бывшаго в сих местах древняго города Кадака».

## История

### Этногенез
У самих кайтагцев не сохранилось древних преданий о происхождении кайтагского народа. В дореволюционной и советской литературе встречались версии о монгольском и огузском происхождении кайтагцев, в частности у академика В. В. Бартольда. В советское время монгольская версия фигурировала в некоторых работах лингвистов. Так Н. К. Дмитриев считал, что современые кайтагцы утратили язык монгольского типа. По его мнению, единственное, что сохранилось от их прежней речи — это очень немногие словарные элементы. Монгольский говор кайтагцев был описан Эвлия Челеби. О монгольском происхождении также писал С. А. Токарев.
Сведения Эвлия Челеби о языке кайтагов послужили основанием для В.В. Бартольда утверждать о монгольском происхождении кайтагов. Так, он писал: «Сведения Эвлия Челеби о языке кайтаков представляли бы ещё больший интерес, если бы он и в данном случае, как в некоторых других, включил в свой список слов хотя бы местоимения и числительные; но и то число Монгольских слов, которые мы находим в этом списке, представляет довольно веский довод в пользу монгольского происхождения кайтаков, тем более, что эти слова не могли быть придуманы автором, не знавшим монгольского языка и даже не отличавшим его от турецкого». Это мнение автора, конечно же, не может соответствовать действительности, и является ошибочным, по мнению историка А. О. Муртазаева.
А. О. Муртазаев пишет: 
Сообщение Эвлия Челеби, что в его время (1647 г.) кайтаки, которых он будто бы встречал между Шакки и Ширваном, говорили по-монгольски, — чистое заблуждение. Слова их языка, которые он приводит, являются только воспроизведением списка монгольских слов, данных у Хамдуллаха Мустоуфи в первой естественноисторической части его труда Нузхат ал-Кулуб. Список этот не имеет никакого отношения к Кайтаку.
Название Хайдак засвидетельствовано с различными ошибками в написании у арабских авторов ещё IX—X вв. н.э.. Далее он писал, что имя «Кай» известно среди алтайских народов, но сочетание «Кайтаг» не встречается в других местах.
Востоковед В. Ф. Минорский называл монгольскую версию чистым заблуждением.
Как писала Р. Ф. Агеева, кайтагцы являются коренным населением на своей традиционной территории расселения.
Историю кайтагцев традиционно освещают в рамках их родственных связей с другими дагестанскими народами, в частности с даргинцами. Согласно сведениям из Большой российской энциклопедии, кайтагцы — этническая группа даргинцев, иногда рассматриваются как самостоятельный народ. О родственных связях с дагестанскими народами также свидетельствуют свежие генетические исследования, показывающие, что самой распространенной гаплогруппой среди кайтагцев является J1, она также преобладает у даргинцев (70-80%, до 91%).

### Древность
С момента основания до середины XIX века входили в Кайтагское уцмийство, которое являлось одним из княжеских владений в Дагестане с правителем уцмием (от кайт. уцци «брат»). Военную и политическую силу уцмия составляли верхнекайтагские и даргинские вольные общества Уцми-Дарго, Акуша-Дарго, Каба-Дарго, Буркун Дарго, Муйра, Гапш, Сюрга, и уцмий, дорожа их лояльностью, отправлял новорожденного сына к ним, где женщины прикладывали его к груди (аталычество). Тем самым уцмий скреплял политический союз с вольными обществами Верхнего Дарго, роднясь с ними. Столица Кайтагского уцмийства — Кала-Корейш (мавзолей уцмиев), позднее — Уркарах и Маджалис, резиденция в Башлы. Традиционно выделялся верхний узденский Кайтаг Уцми-Дарго, и нижний — раятский, теркеме, Башлы, Янгикент. В XIX в. Кайтагское уцмийство, как политическое объединение, включало не только кайтагцев, но также кубачинцев, даргинцев, кумыков, терекеменцев и горских евреев.

### Российская империя
Кайтагцы также принимали участие в Кавказской войне, в Кайтаге проходили множество восстаний. Кайтагский аул Шиляги за 19 век разрушался и восстанавливался 3 раза: в 1831 году при подавлении восстания на стороне имама Гази-Мухаммада, в 1852 году, когда наиб имама Шамиля Бук-Мухаммад предпринял поход в Кайтаг, а также в 1866 году при восстание в Кайтаго-Табаранском округе.
С 1860-х годов кайтагцы включены в Кайтаго-Табасаранский округ Дагестанской области.

### СССР
По переписи 1926 года кайтагцы насчитывали 14,4 тыс. человек. Начиная с переписи 1939 года учитываются в составе даргинцев.
Часть кайтагцев в 1944 году была переселена в Чечню.

## Культура и быт

### Образ жизни

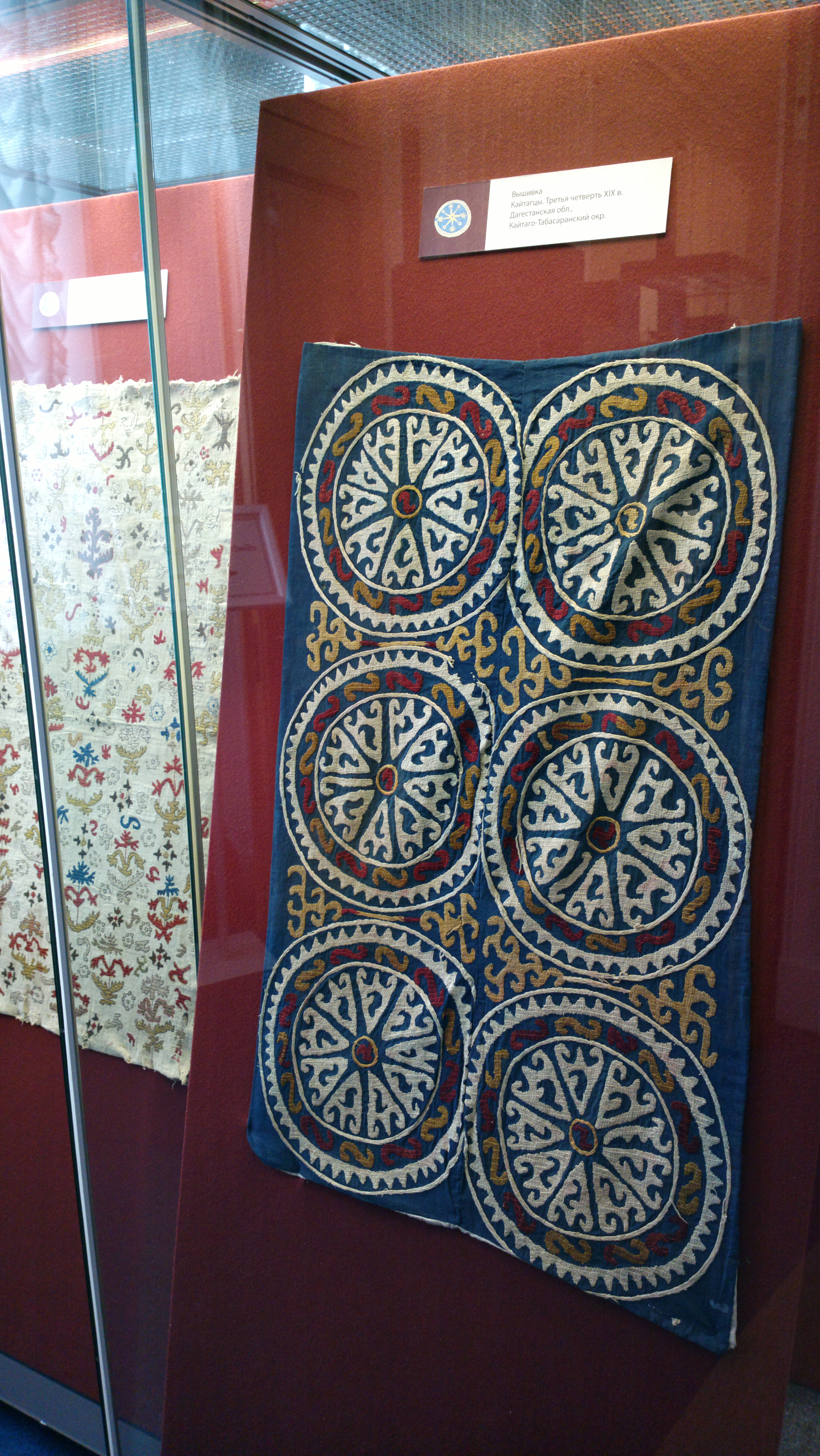
Кайтагская вышивка. 1875—1899, Кайтаго-Табасаранский район

Традиционная культура типична для дагестанских народов. Основным пахотным орудием в Верхнем Кайтаге был горский плуг (дерецц), в Нижнем — отвальный. С XIX в. занимались шелководством. Было развито ткачество из шерсти, конопли, хлопка и шёлка, в Верхнем Кайтаге — резьба по дереву (детали жилищ, мебель) и камню (надгробия, архитектурная резьба, в том числе с фигурами животных, сюжетными сценами), кузнечество, в Нижнем — вышивка гладью на тёмно-синем фоне (вставки на подушки, занавески, одежда).
Торговали (в основном с Дербентом) скотом, мёдом, фруктами, мареной, строительным лесом, деревянной утварью и др. С декабря по май большинство мужчин Верхнего Кайтага занимались отходничеством в район Дербента. В XX в. образовалась интеллигенция.
Традиционные занятия кайтагцев — земледелие и скотоводство (в предгорной и равнинной зонах — земледелие, садоводство и виноградарство). Основные культуры в долинах гор: кукуруза, которую сеяли вместе с фасолью, ячмень, голозерный ячмень, конопля, лён, пшеница. В горной зоне — ячмень, пшеница, морковь, картофель, рожь. В предгорье — озимая пшеница и ячмень, полба, просо, кукуруза, овёс. Из подсобных отраслей была развита охота. С декабря до мая большинство мужчин из Верхнего района уходило в отхожий промысел в район Дербента. Были развиты шерстяное и конопляное ткачество, изготовление бумажных и шёлковых тканей. В Верхнем (лесном) районе были развиты промыслы, связанные с обработкой дерева (производство земледельческих орудий, колёс, ларей, кроватей, сундуков, различной утвари и пр.), кузнечное и камнерезное дело. Незначительное кузнечное производство существовало и в Нижнем районе. Торговали (в основном с Дербентом) скотом, мёдом, фруктами, мареной, строительным лесом, деревянной утварью и др.
В наше время основными занятиями кайтагцев остаются земледелие, садоводство, виноградарство, а также скотоводство; развито отходничество в города России.

### Традиционное селение
Традиционные селения западных кайтагцев — скученные поселения с ярко выраженной вертикальной зональностью; селения восточных кайтагцев сближаются с типом соседних кумыкских и вообще предгорных поселений. Дома чаще каменные. Характерны для кайтагцев дома с верандой на фасадной солнечной стороне. Внутреннее убранство дома: огромные, во всю длину стены лари, шкафы для посуды и продуктов с несколькими полками, украшенные резьбой, деревянные тахты и кровати с фигурными украшениями и резьбой, стулья, маленькие табуретки со спинками и без, табурет на трёх ножках.
В Верхнем Кайтаге известны боевые и сторожевые башни; в с. Ицари Дахадаевского района (к западу от Кайтага) сохранились стены и круглая сторожевая башня — вероятно, часть системы укреплений XV—XVI веках, шедшей от Дербента.
В XIX веке каждый аул представлял собой сельскую общину, в которой сохранялось деление на ряд больших и малых родственных групп — тухумов (жинсов), большие семьи (хола кулпет).

### Одежда
Традиционная одежда кайтагцев сходна с одеждой даргинцев. Мужская одежда: туникообразная рубаха, штаны, бешмет, черкеска, овчинные шубы, бурка, овчинные папахи, у зажиточных кайтагцев — шапки из каракуля, башлык, войлочные шляпы. Обувь — шерстяные носки, обмотки, сафьяновые сапоги (с пришитыми и не пришитыми голенищами), галоши (калуш) и башмаки без задников на толстой кожаной или деревянной подошве (верх из сыромятной кожи или из сафьяна), дирихи и другая обувь. Украшениями для мужского костюма служили серебряный пояс, кинжал, кремнёвый пистолет со сплошь обложенной чернёным серебром ручкой, шашка и т. д. Нарядные черкески обшивали позументом.
Традиционный женский костюм состоял из штанов двух видов (широких и узких), туникообразных рубах ярких тонов (красного, жёлтого, зелёного, оранжевого и т. д.), архалука, платья типа кумыкского полуша (вид нераспашного платья) и платья-рубахи с отрезной талией, овчинных шуб. Головные уборы: чухта, большое покрывало ашмаг, разнообразные платки.

### Кухня
В питании представлены мясо-молочные продукты (в том числе мясо домашней птицы и дичи), изделия из теста, съедобные дикорастущие травы. Из традиционных блюд характерны блины (бурщина), пироги из кукурузной муки (ава мучери), пирог с курятиной (аркъвалла бацбик), фигурный хлеб в виде куропатки с запечённым внутри яйцом (къакъба), халва (мучная — арбиш, ореховая — метух). Из напитков получило распространение вино из кипячёного виноградного сока «мусти».
Даргинское чуду получило начало от кайтагцев (но кайтагцы добавляли ещё и орех).

### Народные праздники и обряды
Народные праздники и обряды: прополки (ахърарцдила байрам) черешни, вызывания и прекращения дождя, вызывания солнца.
Характерен погребальный обряд (погребальную одежду для покойника могла шить только вдова, мыть пол после выноса тела — только незамужняя и т. д.). Основные календарный праздники: весенний Новый год (Гевла байрам; девушки качались на качелях, мужчины состязались в скачках, кидании камня и др.), праздник сбора винограда (Икъри хьурсан бари) и др. Распространены обряды вызывания солнца, вызывания и прекращения дождя и т. п.

### Искусство
Из традиционных видов народного искусства: резьба по камню (надгробия, детали каменных домов), по дереву (утварь, мебель, деревянные конструкции дома и т. д.), вышивание и др. В них традиционные солярные и спиральные мотивы, на стенах домов часто встречаются вырезанные фигуры людей, животных, солнечные диски, состязания, стрельба из лука и т. д. В доисламских религиозных верованиях обнаруживается специфичность отдельных элементов и обрядов.

### Фольклор
Из жанров фольклора наиболее распространён прозаический жанр (рассказы и сказки).